# Dominique Jackson
Dominique Jackson, nata Dominique Brebner e nota professionalmente anche come Tyra Allure Ross (Scarborough, 20 marzo 1975), è una modella, attrice e scrittrice trinidadiana.
Donna transgender, ha ottenuto la fama internazionale per il ruolo di Elektra Abundance nella serie televisiva Pose trasmessa sulla rete via cavo FX.

## Vita privata
Nel 2016 Dominque Brabner è convolata a nozze con Al Jackson, del quale ha anche assunto il cognome. Nel 2020, dichiara che la coppia si è separata a fine 2018.

## Filmografia

### Cinema
- Licks, regia di Jonathan Singer-Vine (2013)
- My Truth, My Story: A Caribbean LGBTQ+ Oral History Project, documentario (2015)
- Chick Fight, regia di Paul Leyden (2020)

### Televisione
- Pose – serie TV, 18 episodi (2018–2021)
- American Gods – serie TV (2021)
- American Horror Stories – serie TV, episodio 2x05 (2022)

## Doppiatrici italiane
- Cinzia De Carolis in Pose, American Horror Stories